# Tisentnops
Genre
Tisentnops est un genre d'araignées aranéomorphes de la famille des Caponiidae.

## Distribution
Les espèces de ce genre se rencontrent au Brésil et au Chili.

## Description
Les espèces de Tisentnops comptent deux yeux ou ne comptent pas d’œil.

## Liste des espèces
Selon World Spider Catalog (version 17.5, 09/10/2016) :
- Tisentnops leopoldi (Zapfe, 1962)
- Tisentnops mineiro Brescovit & Sánchez-Ruiz, 2016
- Tisentnops onix Brescovit & Sánchez-Ruiz, 2016

## Publication originale
- Platnick, 1994 : A review of the Chilean spiders of the family Caponiidae (Araneae, Haplogynae). American Museum novitates, no 3113, p. 1-10 (texte intégral).